# École nationale du cadastre
Pour les articles homonymes, voir ENC.
L'École nationale du cadastre (ENC), devenue l'établissement toulousain de l'École nationale des Finances publiques (ENFiP), est une école professionnelle française d'enseignement supérieur implantée à Toulouse.

## Histoire
École créée en 1945, elle est devenue l'établissement toulousain de l'École nationale des Finances publiques (ENFiP) à compter du 1er septembre 2010.
Placée sous la tutelle de la direction générale des Finances publiques (DGFiP) (anciennement sous la tutelle de la direction générale des Impôts (DGI) jusqu'en 2008), cet établissement de l'ENFiP a pour mission de former les fonctionnaires de catégorie A (inspecteurs) et B (géomètre-cadastreur des Finances publiques) destinés à exercer des fonctions cadastrales, ainsi que les informaticiens de l'actuelle DGFiP. Il exerce également auprès des agents à vocation foncière une activité de formation continue en matière de cadastre et de publicité foncière.
L'École nationale du cadastre, comme l'ensemble de la direction du Recrutement et de la Formation dont elle était un membre, a été supprimée par l'arrêté du 4 août 2010 et remplacée par l'École nationale des finances publiques (ENFiP), service à compétence nationale de la nouvelle direction générale des Finances publiques chargé de l'ensemble des opérations de formation initiale, de formation continue, de documentation et des concours pour tous les agents des Finances publiques.